# Fortriú
Fortriú ou royaume de Fortriú  est le nom donné par les historiens à un ancien royaume picte et qui est souvent utilisé comme un synonyme de « Royaume des Pictes »  en général. Le Fortriú  peut sans doute être localisé dans le Moray et l’est du Ross dans le nord de l’Écosse, même s'il est traditionnellement associé avec le Strathearn dans l’Écosse centrale.

## Le Fortriú
Le terme même de  Fortriú   est une reconstitution moderne  de l’hypothétique forme nominative en vieil irlandais d’un mot qui n’apparaît dans les textes que décliné au génitif ou au datif  « Fortrenn »  (du Fortriú) et « Fortrinn ».
La reconstitution de la forme picte  du terme  est « Uerturio »,  qui  désigne l’une des deux principales tribus pictes selon l'historien romain Ammien Marcellin  les  « Uerturiones »  Le Fortriù serait donc le pays des Uerturiones (prononcer le latin u comme ou, soit Ouertouriones ou Werturinn), une des deux principales tribus pictes recensées en Calédonie lors des guerres menées par les Romains.
La modification de la consonne initiale est liée  au fait que les locuteurs  gaéliques  transformaient  presque toujours  le  brittonique U/V, W ou Gw  en un  F;  par exemple le gaélique écossais « Fionn »  correspond au gallois  « Gwyn », et signifie comme lui « blanc ».

## Localisation controversée

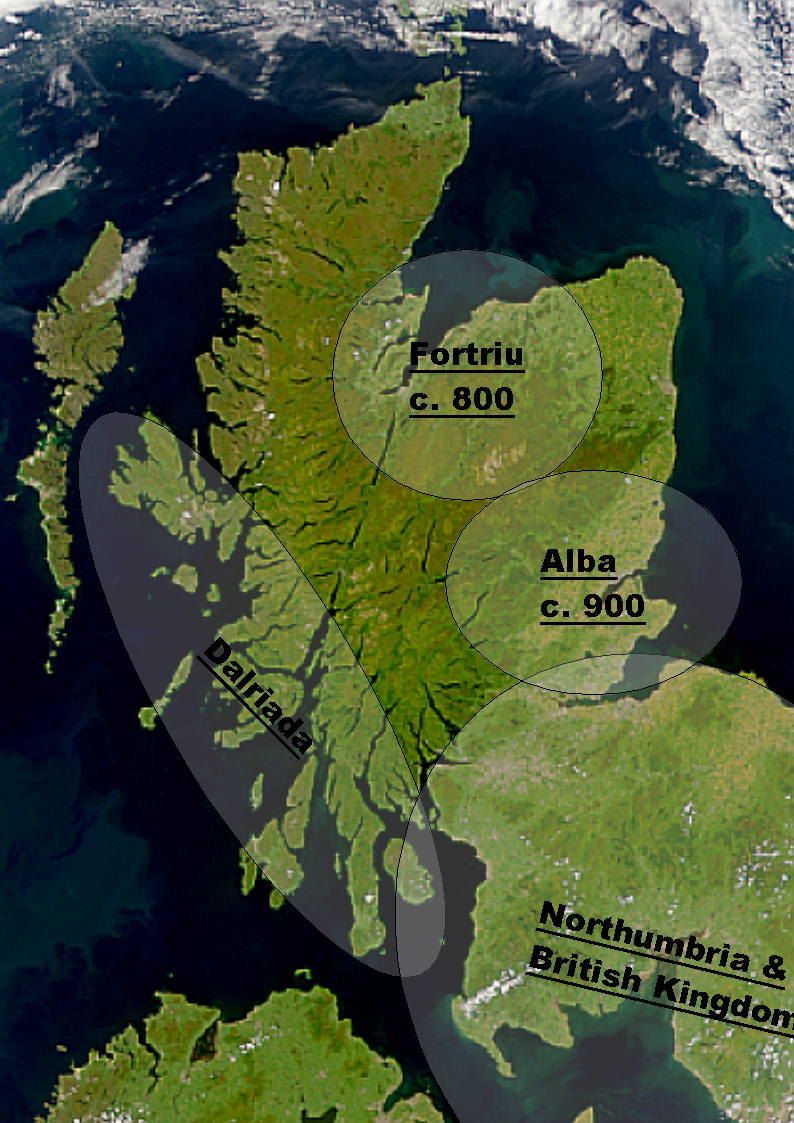
Localisation approximative de Fortriu selon l'hypothèse d'Alex Woolf.

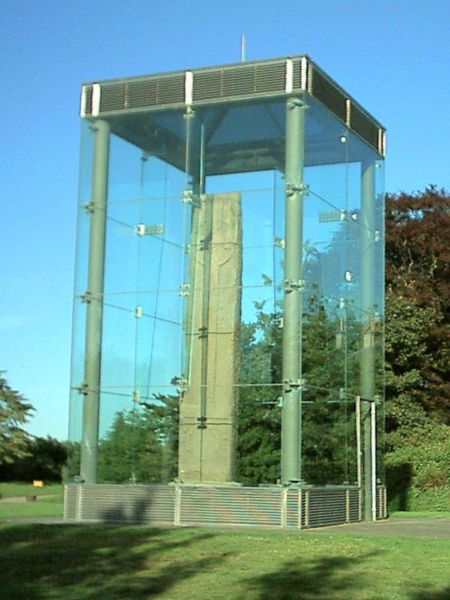
Sueno's Stone, ce grand monument (6,5 m) situé à Forres sur la côte sud du Moray Firth entre Elgin et Nairn, semble avoir été érigé en souvenir d'une mémorable victoire picte

Le Fortriú  est  traditionnellement localisé dans l’Ecosse centrale et le terme est considéré comme un synonyme de « Royaume des Pictes du Sud »  avec son centre sans doute dans le Strathearn. Cette théorie a  rencontré le consensus  général des spécialistes depuis plus d’un siècle. 
Toutefois dans ses nouvelles recherches Alex Woolf semble avoir remis  en cause ce consensus si ce n’est pas l’idée elle-même.  Comme  Woolf  le  souligne  la seule base sur laquelle repose cette localisation est  deux mentions faites dans  la « Chronique des rois d'Alba » et dans les Annales d'Ulster 
- Constantin mac Aed tient le royaume 40 ans. Dans sa troisième année (i.e en 903) les  « Hommes du Nord » pillent Dunkeld et tout l’Alba. L’année suivante les « Hommes du Nord » sont tués au Straith Herenn  [7]
- AU 904 : « Imar  Uí Ímair  est tué par les « Hommes de Fortriú » avec un grand massacre autour de lui » [8].

Avec une certaine logique William Forbes Skene en déduisait  que le petit-fils d’Imair était le chef des « Hommes du Nord »  mentionné dans la Chronique et tué par les « Hommes de Fortriú ». Alex Woolf  estime  de son côté qu’il s’agit d’un argument peu convaincant dans la mesure où philologiquement « Straith Herenn »  correspondrait  sans doute à un moderne « Strath Éireann ». De plus  on trouve en Écosse deux Strathearn – outre celui du sud, le Strathearn -; il en existe un autre  dans au nord  des Mounth Strathdearn, la vallée de Finhorn  (la Blanche Earnà)  et  que  par ailleurs  lors de cette bataille  « Hommes de  Fortriú  »  ont  très bien pu combattre  en dehors de leurs territoires.
En revanche, une version de la Historia regum attribuée à Siméon de Durham  indique clairement que le  « Woerteres »  (Fortriú)  dans sa forme anglo-saxonne était situé au nord du Mounth  (nord-est des Monts Grampians)  dans la zone  visitée par Colomba d'Iona, lorsqu’il  y rencontre le roi Brude mac Maelchon
Le texte pseudo prophétique dit Prophétie de Berchán  composé  sans doute  au XIIe siècle, mais qui se présente comme une prophétie faite dans le haut Moyen Âge relève que le roi Dubh a été tué dans la  « Plaine de  Fortriú  » .  Une autre source La « Chronique des rois d’Alba » indique que le roi  Dubh est tué à  Forres, localisé dans le  Moray. Enfin un des compléments de la Chronique de Melrose confirme que  Dubh a été tué par les hommes de  Morray à Forres.
Le long poème connu sous le nom de  Prophétie de Berchán, stipule également que « Mac Bethad, le glorieux roi de Fortriú , prendra  [le royaume d'Écosse] ».  Comme Mac Bethad  était Mormaer de Moray, avant de devenir roi d'Écosse, il ne fait aucun doute que Moray était identifié avec le Fortriú  dans haut Moyen Âge. Il n’y ne reste finalement que  peu de doute pour que le  Fortriú  ne soit pas situé dans le nord de  l’Écosse. D'autres historiens comme  James E. Fraser sont désormais convaincus que le Fortriú   s’étendait dans le nord de l'Écosse, centré sur Moray et l’est du Ross actuels, où la plupart des monuments Pictes anciens sont situés.
Par conséquent, c’est à partir de ce domaine que s’est constitué le Royaume-Uni des Pictes après, la conquête du sud du pays Picte  consécutive à  l’expulsion des Northumbriens  par le roi Bridei mac Bili après  la bataille de Nechtansmere.

## le Fortriú  dans l’Histoire
La première mention du Fortriú  dans les Annales d'Ulster est de l’an 664 : « Bataille de Luith Feirnn i.e au Fortrinn »   On trouve ensuite la mention du combat entre le roi Ecgfrith et Bruidhi mac Bili regis Fortrenn Ce même roi Picte Bridei mac Bili  est  nommé  « rex Fortrenn » lors de   sa mort en 692 ,
Fortriú est mentionné en 725 lors de la mort de Conghal mac Mael Anfaith, Brecc Fortrend, Oan princeps Ego, moriuntur  et 736 lors du combat de Cnoc Coirpre près de Calathros ou Talorgan mac Fergusso défait mac Ainbcellaich roi du Cenél Loairn . Ilen est de même lors du décès du roi Bridei mac Uurguist en 763. Le Fortriú est également le lieu où se combattent en 768 Áed Find de Dál Riata et le roi des pictes Cineadh .
Au IXe siècle le terme désigne le royaume dirigé par des membres de la « dynastie de Wruigst » :  Caustantín mac Uurguist, son frère Óengus II des Pictes (Unuist mac Uurguist)  « rex Fortrenn  »  morts en 820 et en 834  et lors de la mort des deux fils de ce dernier Uuen mac Unuist  et Bran  tués en  839 à la tête des « Hommes de Fortrenn » lors d'une bataille contre les Vikings ,
Lors des invasions scandinaves du IXe siècle les vikings ont cherché à s’implanter au nord des monts i.e dans le  Fortriú . L’impact des envahisseurs a en effet   toujours été plus grands dans le nord et l’ouest de l’Écosse que dans le sud  Le terme est encore employé à  cette  époque et  jusqu’en  904  lors de la mort de  Imhair Ua I HImair tué par les « Hommes de Fortrenn »    enfin  c’est  dans ces régions septentrionales que les Vikings établirent des principautés qui survécurent quasi indépendantes jusqu’au milieu du Moyen Âge
Dans ce contexte la création en réaction d’un  royaume d'Alba unissant les Scots et les Pictes du sud  traditionnellement associée à la conquête des seconds par Ailpín mac Echadach ou plutôt par son fils Cináed mac Ailpín  peut être mieux  interprétée.

## Sources
- (en) Cet article est partiellement ou en totalité issu de l’article de Wikipédia en anglais intitulé « Fortriu » (voir la liste des auteurs), édition du 27 février 2010.
- (en) James E. Fraser From Caledonia to Pictland Scotland to 795, Edinburgh University Press (2009)  (ISBN 978-0-7486-1232-1).
- (en) William Forbes Skene Chronicles Of The Picts,Chronicles Of The Scots, And Other Early Memorials Of Scottish History. H.M General Register House Edinburgh (1867) Reprint par Kessinger Publishings's (2007)  (ISBN 1432551051).
- (en) Alfred P. Smyth Warlords and Holy Men, Scotland AD 80~1000 Edinburgh University Press (1984)  (ISBN 07486 0100 7).
- (en) Alex Woolf Dún Nechtain, Fortriú  and the Geography of the Picts The Scottish Historical Review Volume LXXXV, 2 N° 220 octobre (2006) p. 182-201.
- (en) Alex Woolf From Pictland to Alba 789~1070 The New Edinburgh History of Scotland. Edinburgh University Press, Edinburgh (2007)   (ISBN 9780748612345)